# Notoniscus tasmanicus
Notoniscus tasmanicus is een pissebed uit de familie Styloniscidae. De wetenschappelijke naam van de soort is voor het eerst geldig gepubliceerd in 1915 door Charles Chilton.